# Bestiák
A Bestiák egy magyar lányegyüttes. Legismertebb slágerük A reggel túl messze van.

## Történetük

### Az első öt év
A lánytrió 1997-ben alakult Budapesten, a csapat menedzsere Kozso volt. Tagjai Bedhy (Moór Bernadett), Honey (Papp Henriett) és Miss Bee (Somorjai Ilona). 1997-ben jelent meg első, Bestiák című albumuk, amely Arany Zsiráf-díjat nyert Az év legsikeresebb felfedezettje kategóriában. Egy év múlva, 1998-ban megjelent második albumuk, Nem kérek mást címmel. 1999-ben szakítottak producerükkel, Kozsóval, aki ezek után beperelte őket az elmaradt haszon miatt. Ezért a lányok BST néven folytatták tovább. A pert végül a Bestiák nyerték meg. 2001-ben az együttes feloszlott.

### A feloszlás után
- Bedhy szólókarrierbe kezdett, 2008-ban adta ki első önálló albumát, Elkésni szépen kell címmel. Bee-vel együtt a Smile zenekar oszlopos tagja. Családanya, férjével és két fiával él.
- Honey férjhez ment, aztán elvált, kozmetikusként dolgozik, emellett gyerekeknek táncot oktat.
- Miss Bee 2002-től a Zenith egyik énekesnője volt, majd a Too Close, végül a Smile együttes tagja lett. 2003-ban újságíróként is dolgozott, később sminkessé, lakberendezővé, esküvőszervezővé is képezte magát. 2005-től a No Stress Band nevű rendezvényzenekarban énekelt. 2007-től a Moulin Rouge dívája is volt és "Live act" műsorával járta az ország diszkóit – több neves DJ mellett énekelt élőben (pl.: Hamvai P.G., Bárány Attila). A retro új hullámnak köszönhetően manapság klubokban, fesztiválokon vendégeskedik Bestiák Retro Őrület néven. 2015-től egy különleges formációt is alapított Dj Lotters-szel (Lotters Krisztiánnal), a Retro Sztár Projektet. 2017-ben vendégként duettet énekelt Zoltán Erika jubileumi koncertjén. Rá egy évre pedig két új társsal, Berényi Adriennel, és Varga Alexandrával újra megjelentette a Reggel túl messze van című régi slágert, ezzel újraindítva az együttest.

### Tervek az újraalakulásra
2011-ben bejelentették, hogy újra összeállnak, ebben DJ Dominique segíti őket.

## Albumok
- 1997 – Bestiák (Record Express)
- 1998 – Nem kérek mást	(Warner-Magneoton)